# Lescouët-Gouarec
Lescouët-Gouarec (en bretó Leskoed-Gwareg) és un municipi francès, situat a la regió de Bretanya, al departament de Costes del Nord. L'any 1999 tenia 189 habitants.
El primer esment escrit Lesquoat data del 1233. El nom prové del bretó lez («castell») i coët («bosc») que al·ludeix a una antiga casa senyoral prop del bosc.

## Demografia
| 1962                                       | 1968 | 1975 | 1982 | 1990 | 1999 | 2017 |
| ------------------------------------------ | ---- | ---- | ---- | ---- | ---- | ---- |
| 314                                        | 437  | 320  | 261  | 211  | 189  | 223  |
| Des de 1962: població sense dobles comptes |      |      |      |      |      |      |